# Amastus semifulvus
Amastus semifulvus là một loài bướm đêm thuộc phân họ Arctiinae, họ Erebidae.